# Divizia A 1951
La Divizia A 1951 è stata la 34ª edizione del campionato di calcio rumeno, disputato tra il 25 marzo e il 4 novembre 1951 e si concluse con la vittoria finale del CCA București, al suo primo titolo.
Capocannoniere del torneo fu Gheorghe Váczi (Progresul Oradea), con 23 reti.

## Formula
Come nella stagione precedente le squadre partecipanti furono 12 e disputarono un turno di andata e ritorno per un totale di 22 partite con le ultime due retrocesse in Divizia B.
Il Partizanul București cambiò nome in Flacăra București mentre il Partizanul Petroșani  diventò Flacăra Petroșani.

## Squadre partecipanti
| Club                   | Città       | Stadio | Posizione 1950      |
| ---------------------- | ----------- | ------ | ------------------- |
| CCA București          | Bucarest    |        | 5°                  |
| Locomotiva București   | Bucarest    |        | 2°                  |
| Locomotiva Timișoara   | Timișoara   |        | 5°                  |
| Știința Timișoara      | Timișoara   |        | 3°                  |
| Dinamo Bucarest        | Bucarest    |        | 8°                  |
| Locomotiva Târgu-Mureș | Târgu Mureș |        | 9°                  |
| Dinamo Brașov          | Brașov      |        | Divizia B           |
| Flamura Roșie Arad     | Arad        |        | Campioni di Romania |
| Flacăra Petroșani      | Petroșani   |        | 6°                  |
| Flacăra București      | Bucarest    |        | 10°                 |
| Progresul Oradea       | Oradea      |        | 7°                  |
| Știința Cluj           | Cluj Napoca |        | Divizia B           |

## Classifica finale
|  | Pos. | Squadra                | Pt | G  | V  | N | P  | GF | GS | DR  |
|  | ---- | ---------------------- | -- | -- | -- | - | -- | -- | -- | --- |
|  | 1.   | CCA București          | 32 | 22 | 13 | 6 | 3  | 43 | 19 | +24 |
|  | 2.   | Dinamo Bucarest        | 32 | 22 | 14 | 4 | 4  | 52 | 29 | +23 |
|  | 3.   | Progresul Oradea       | 26 | 22 | 11 | 4 | 7  | 46 | 36 | +10 |
|  | 4.   | Flamura Roșie Arad     | 24 | 22 | 8  | 8 | 6  | 37 | 37 | 0   |
|  | 5.   | Flacăra București      | 22 | 22 | 8  | 6 | 8  | 36 | 40 | -4  |
|  | 6.   | Știința Cluj           | 21 | 22 | 8  | 5 | 9  | 32 | 36 | -4  |
|  | 7.   | Flacăra Petroșani      | 20 | 22 | 6  | 8 | 8  | 23 | 24 | -1  |
|  | 8.   | Locomotiva Timișoara   | 20 | 22 | 6  | 8 | 8  | 28 | 37 | -9  |
|  | 9.   | Dinamo Brașov          | 19 | 22 | 6  | 7 | 9  | 27 | 37 | -10 |
|  | 10.  | Locomotiva Târgu-Mureș | 16 | 22 | 7  | 2 | 15 | 26 | 36 | -10 |
|  | 11.  | Locomotiva București   | 16 | 22 | 4  | 8 | 10 | 24 | 35 | -11 |
|  | 12.  | Știința Timișoara      | 16 | 22 | 5  | 6 | 11 | 20 | 34 | -11 |

Legenda:

      Campione di Romania
      Retrocessa in Divizia B
Note:

Due punti a vittoria, uno a pareggio, zero a sconfitta.

### Verdetti
- CCA București Campione di Romania 1951.
- Locomotiva București e Știința Timișoara retrocesse in Divizia B.